# Stornäbbad eufonia
Stornäbbad eufonia (Euphonia chalybea) är en fågel i familjen finkar inom ordningen tättingar.

## Utseende och läte
Stornäbbad eufonia är en mycket liten fågel med kraftig nänn och kort stjärt. Hanen är mestadels glansigt och mörkt grönblå med ett gult band på pannan och helgul undersida. Honan är olivgrön ova och grå på huvudsidorna och centralt på undersidan, medan flankerna är gula. Sången består av en snabb serie gnissliga toner.

## Utbredning och systematik
Fågeln förekommer i låglänta områden i östra Paraguay, sydöstra Brasilien och nordöstra Argentina. Den behandlas som monotypisk, det vill säga att den inte delas in i några underarter.

### Familjetillhörighet
Tidigare behandlades släktena Euphonia och Chlorophonia som tangaror, men DNA-studier visar att de tillhör familjen finkar, där de tillsammans är systergrupp till alla övriga finkar bortsett från släktet Fringilla.

## Levnadssätt
Stornäbbad eufonia hittas i fuktiga skogar och skogsbryn. Den ses i trädtaket där den ofta ingår som en del av kringvandrande artblandade flockar.

## Status och hot
Arten har ett stort utbredningsområde, men tros minska i antal, dock inte tillräckligt kraftigt för att den ska betraktas som hotad. Internationella naturvårdsunionen IUCN listar arten som livskraftig (LC).